# Carretera Federal 54
La Carretera Federal 54 es una carretera Mexicana que recorre los estados de Colima, Jalisco, Zacatecas, Coahuila, Nuevo León y Tamaulipas, tiene una longitud total de 900 km.
La carretera se divide en tres secciones discontinuos. La primera Sección recorre los estados de Colima y Jalisco, desde la ciudad de Colima hasta Ciudad Guzmán y tiene una longitud de 89 km.
La segunda sección recorre los estados de Jalisco, Zacatecas y Coahuila desde la ciudad de Guadalajara hasta Saltillo, tiene una longitud de 663 km.
La tercera sección recorre los estados de Nuevo León y Tamaulipas, desde la ciudad de Monterrey hasta ciudad Mier, tiene una longitud de 148 km.
Las carreteras federales de México se designan con números impares para rutas norte-sur y con números pares para las rutas este-oeste. Las designaciones numéricas ascienden hacia el sur de México para las rutas norte-sur y ascienden hacia el Este para las rutas este-oeste. Por lo tanto, la carretera federal 54, debido a su trayectoria de este-oeste, tiene la designación de número par, y por estar ubicada en el Norte y Centro de México le corresponde la designación N° 54.

## Trayecto

### Colima
Longitud =
- El Trapiche

– Carretera Federal 110

### Jalisco
Longitud = 133 km
- Ixtlahuacán del Río
- Guadalajara – Carretera Federal 23
- Atenquique
- El Platanar
- San Marcos
- Tonila

### Zacatecas
Longitud = 504 km
- Concepción del Oro
- San Tiburcio – Carretera Federal 62
- Sierra Vieja
- Villa de Cos
- Pozo de Gamboa
- Morelos
- Zacatecas – Carretera Federal 45 y Carretera Federal 45D
- Malpaso – Carretera Federal 23
- Villanueva
- Zapoqui
- Tabasco
- Huanusco
- Jalpa – Carretera Federal 70
- Apozol
- Juchipila
- El Remolino
- Moyahua de Estrada

### Coahuila
Longitud = 85 km
- Saltillo – Carretera Federal 40 y Carretera Federal 57
- Agua Nueva
- Guadalupe Victoria (los quiotes)

### Nuevo León
Longitud = 125 km
- General Treviño
- Cerralvo
- Doctor González
- Marín
- Pesquería
- Apodaca
- Monterrey – Carretera Federal 40 y Carretera Federal 40D

### Tamaulipas
Longitud = 23 km
- ciudad Mier – Carretera Federal 2